# نيكول صوايا
نيكول صوايا (بالإنجليزية: Nicole Sawaya)‏ هي صحفية أمريكية، ولدت في 1952.